# Tawang
Tawang (en hindi: तवांग) es una localidad de la India, centro administrativo del distrito de Tawang, estado de Arunachal Pradesh.

## Geografía
Se encuentra a una altitud de 3184 m s. n. m. a 413 km de la capital estatal, Itanagar, en la zona horaria UTC +5:30.

## Demografía
Según estimación 2010 contaba con una población de 10 075 habitantes.